# Кифисия
Кифисиа (на гръцки: Κηφισιά) е град в Гърция. Населението му е 64 558 жители (2001 г.). Част е от Атинския метрополен район. Намира се в часова зона UTC+2. Пощенският му код е 145 xx, телефонният – 210, а кодът на МПС е Z.